# Governolo
Governolo ist eine italienische Ortschaft. Sie gehört zur Gemeinde Roncoferraro in der Provinz Mantua, Region Lombardei. Bei Governolo mündet der Fluss Mincio in den Po.

## Risorgimento
Im Verlauf des italienischen Unabhängigkeitskrieges von 1848 war Governolo zwei Mal Schauplatz von Kämpfen zwischen Österreichern und Italienern.
Das erste Gefecht fand am frühen Morgen des 24. April 1848 statt. 1200 von Mantua heranrückende Österreicher wurden von Bersaglieri und Freiwilligen zum Rückzug gezwungen.
Am 18. Juli kam es zu einem weiteren Gefecht. Während einer piemontesischen Operation gegen Mantua bedrohten 1500 Österreicher von Governolo aus den linken Flügel der Piemontesen, welche deswegen beschlossen, einen Angriff auf Governolo zu starten. Ein erster Angriff zwang die Österreicher nach heftigen Kämpfen zunächst zum Rückzug. In der Nähe des Mincio stellten sie sich in einer viereckigen Verteidigungsstellung auf, wurden jedoch von piemontesischen Bersaglieri, die sie zuvor umgangen hatten, eingekreist und geschlagen.